# 유진 클락

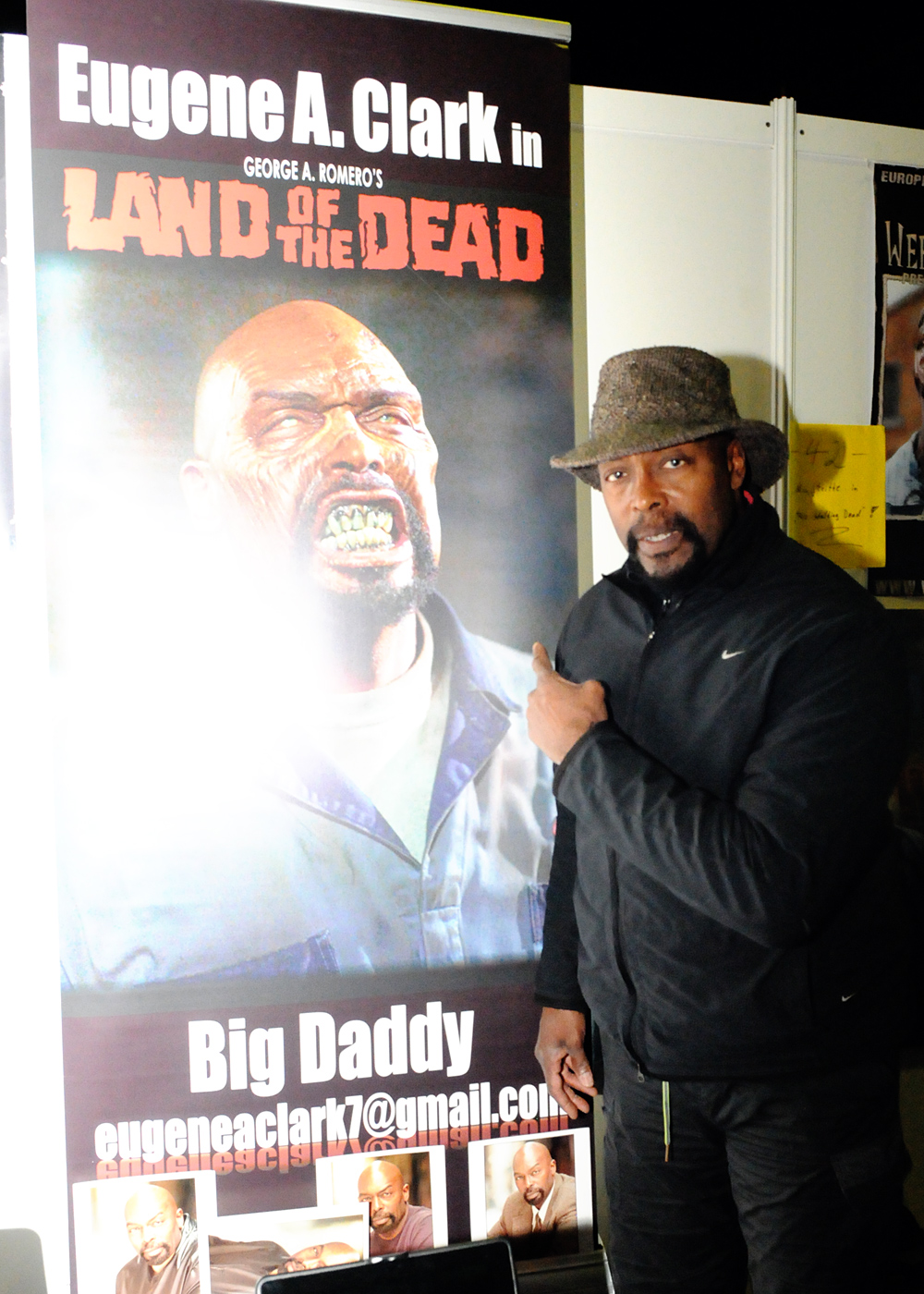

유진 클라크(Eugene Clark, 1951년 12월 3일 ~ )는 미국의 배우이다. 플로리다주에서 태어났다.

## 출연 작품
- 좀비 워크: 살아있는 고기들의 행진 (2013년)
- 알라딘과 죽음의 램프 (2012년) - 카릴 역
- 홈 어게인 (2012년)
- 라스트 진 (2010년)
- 돌란스 캐딜락 (2009년)
- Still Small Voices (2007)
- 더 챔프 : 분노의 주먹  (2007년)
- 톡 투 미 (2007년)
- 트레일러 파크 보이스: 더 무비 (2006년)
- 랜드 오브 데드 (2005년) - 빅 대디 역
- 사운더 (2003년)
- 속죄 (2002년)
- 더 매직 오브 마르시아노 (2000년)
- 로보캅 4 (2000년)
- 싱크홀 (2000년)
- 와일드 번 (2000년)
- 비트 보이스 (2000년)
- 스파이 인 노스코리아 (1999년)
- 다운 인 더 델타 (1998년)
- 공포의 대지진 (1998년)
- 악처 클럽 (1998년)
- W 밀약 (1996년)
- 폴링 포 유 (1995, Falling for You)
- 글래디에이터 미션 (1994년)
- 테크워 4 (1994년)
- 테크워 2 (1994년)
- 테크워 (1994년)
- 테크워 3 (1994년)
- 하이테크 살인 (1992년)
- 전격 Z작전 2000 (1991년)
- 사라진 기억 (1990년)
- 마인드필드 (1989년)
- 4차원 도시 (1989년)
- 잃어버린 날개 (1986년)
- 나이트 히트 (1985년)
- 마틴의 하루 (1985년)

### 텔레비전
- 테크워 - TV 시리즈 (1994년)